# Felszálló és leszálló csomó
A felszálló csomó az égi mechanikában használatos fogalom: egy égitest pályájának egyik kitüntetett pontja, ahol az  égitest pályája metszi a vonatkoztatási síkot. A másik metszési pont a leszálló csomó. A felszálló és leszálló csomót összekötő vonal neve csomóvonal, amely másképpen fogalmazva a vonatkoztatási sík és a pályasík metszésvonala. A felszálló csomó jele  (Unicode: U+260A, ☊), a nagy ómegához hasonló szimbólum; a leszálló csomóé ennek fordítottja (Unicode: U+260B, ☋).
Geocentrikus és heliocentrikus pályák esetén a felszálló csomó (vagy északi csomópont) az a hely, ahol a keringő objektum észak felé haladva átlépi a vonatkoztatási síkot, a leszálló csomó (vagy déli csomópont) pedig az, ahol déli irányba tartva halad át a síkon.
A csomópontokat a pályaszámításnál – valamely égitest adott időpontban elfoglalt helyének meghatározása – használják fel.

Ábra az égitest pályaelemeihez

## Leírása
A vonatkoztatási síkot aszerint értelmezzük, hogy melyik központi égitestről van szó.

### Föld
A Föld körül keringő Hold vagy műholdak esetén a vonatkoztatási sík az egyenlítő síkja. A felszálló csomó az a metszéspont, ahol a vizsgált égitest pályája délről észak felé haladva metszi az egyenlítő síkját. A Föld középpontjából nézve a felszálló csomó és az alapirány által bezárt szöget a felszálló csomó hosszának nevezzük, ahol az alapirány a tavaszpont. A szöget az alapiránytól a Föld forgási irányával egyezően, az óramutató járásával ellentétesen, csillagászati szakszóval direkt irányban mérjük, és nagy ómegával (Ω) jelöljük.

### Nap
Naprendszer beli égitestek esetén a vonatkoztatási sík az ekliptika. A felszálló csomó az a metszéspont, ahol a vizsgált égitest pályája délről észak felé haladva metszi az ekliptikát. A Nap középpontjából nézve a felszálló csomó és az alapirány által bezárt szöget a felszálló csomó hosszának nevezzük, ahol az alapirány a tavaszpont iránya. A szöget az alapiránytól a Föld keringési irányával egyezően, az óramutató járásával ellentétesen, csillagászati szakszóval direkt irányban mérjük, és nagy ómegával (Ω) jelöljük.

### Kettőscsillag főcsillaga
A közös tömegközéppont körül keringő kettőscsillagok esetében földi megfigyelésekkel a pályának a látóirányunkra merőleges síkra eső vetületét látjuk; ezen ellipszis pontjait mérve kell kiszámítani a valódi térbeli pályát, azaz a valódi pályaellipszist. A vonatkoztatási sík a fényesebb, úgynevezett főcsillagon át fektetett, látóirányunkra merőleges sík, az alapirány a csillagászati észak. Vizuális megfigyelésekkel nem tudjuk megállapítani, hogy melyik a felszálló és leszálló csomó, ezért csomóhossznak a ≥0 és <180 fokos tartományba eső csomópont szögét tekintjük, ahol a szöget északtól kelet felé mérjük, azaz az óramutató járásával ellentétesen, direkt irányban. Jele ebben az esetben is nagy ómega (Ω).

## Megjegyzés
Az égi mechanika pályaszámításainál a felszálló csomó hossza egy független pályaelem a hat közül. Az égitestek pályája, a vonatkoztatási sík és az alapirány, így a csomóhossz is időben változik, ezért meg kell adni, hogy mely időpontra vonatkozik.
Amennyiben az égitest pályája és a vonatkoztatási sík egybeesik (az inklináció 0), akkor a csomóhossz (Ω) értéke 0.